# Pristipomoides flavipinnis
Pristipomoides flavipinnis is een straalvinnige vis uit de familie van snappers (Lutjanidae) en behoort derhalve tot de orde van baarsachtigen (Perciformes). De vis kan een lengte bereiken van 50 centimeter. 

## Leefomgeving
Pristipomoides flavipinnis is een zoutwatervis. De vis prefereert een tropisch klimaat en leeft hoofdzakelijk in de Grote Oceaan. De diepteverspreiding is 90 tot 360 meter onder het wateroppervlak. 

## Relatie tot de mens
Pristipomoides flavipinnis is voor de visserij van groot commercieel belang. In de hengelsport wordt er weinig op de vis gejaagd. 